# ヤングジョッキーズシリーズ

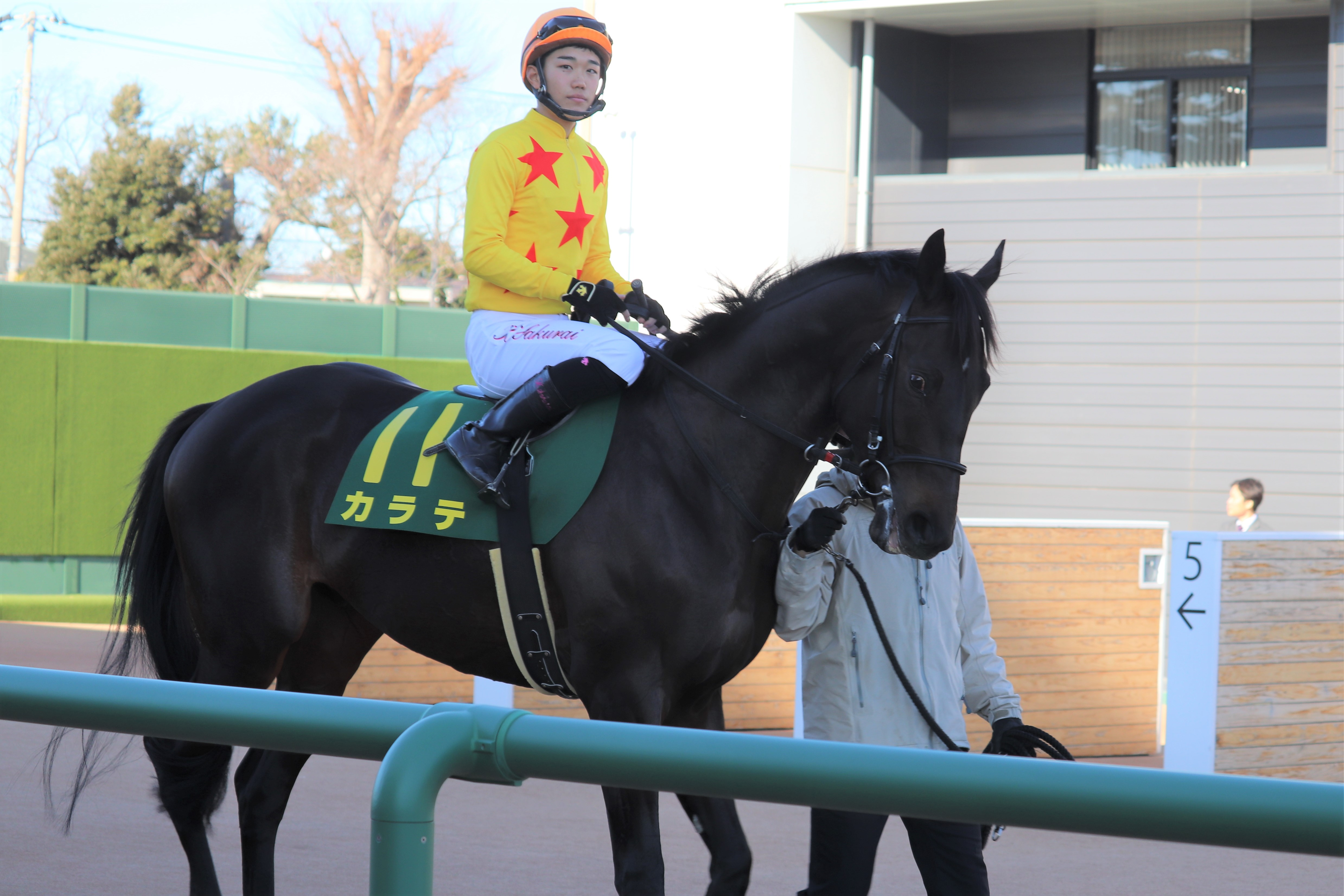
中山競馬場でのファイナルラウンドで後の重賞馬カラテに騎乗する2019年（第2回）優勝・櫻井光輔（川崎）

ヤングジョッキーズシリーズは、日本の中央競馬および地方競馬所属の見習騎手によるシリーズ競走である。

## 概要
見習騎手の注目度を一段と高め、騎乗数の増加および騎乗技術の向上を図るとともに、年末の中央競馬および地方競馬双方を盛り上げるために2017年（平成29年）より開始された。全国の地方競馬場で実施する「トライアルラウンド」と年末の「ファイナルラウンド」で構成され、総合優勝を争う。ファイナルラウンドの出場騎手はトライアルラウンドの成績上位騎手から選定され、2日制で実施。1日目は地方競馬、2日目はJRAの競馬場で行われる。
JRAでは、ファイナルラウンド2日目をGIホープフルステークスと並ぶ年末最後の開催の目玉として位置付けており、2017年から2021年までは12月28日が月曜日にならない限り、中央競馬の1年の最後の開催日として固定する措置を取った。但し、2020年は関西地方（初日・園田競馬場、2日目・阪神競馬場）、2022年は東海地方（初日・名古屋競馬場、2日目・中京競馬場）、2024年・2025年（予定）は関西地方と東海地方(初日・園田競馬場、2日目・中京競馬場)で行われている。

## トライアルラウンド

### 対象競走
2017年〜2019年
| 実施場 | 競走数 | 出場騎手内訳                      |
| ------ | ------ | --------------------------------- |
| 門別   | 2競走  | 地方所属騎手 6名 中央所属騎手 6名 |
| 盛岡   | 2競走  | 地方所属騎手 6名 中央所属騎手 6名 |
| 浦和   | 2競走  | 地方所属騎手 6名 中央所属騎手 6名 |
| 船橋   | 2競走  | 地方所属騎手 6名 中央所属騎手 6名 |
| 川崎   | 2競走  | 地方所属騎手 6名 中央所属騎手 6名 |
| 金沢   | 2競走  | 地方所属騎手 6名 中央所属騎手 6名 |
| 名古屋 | 2競走  | 地方所属騎手 5名 中央所属騎手 5名 |
| 笠松   | 2競走  | 地方所属騎手 5名 中央所属騎手 5名 |
| 園田   | 2競走  | 地方所属騎手 6名 中央所属騎手 6名 |
| 高知   | 2競走  | 地方所属騎手 6名 中央所属騎手 6名 |
| 佐賀   | 2競走  | 地方所属騎手 6名 中央所属騎手 6名 |

2021年
| 実施場 | 競走数 | 出場騎手内訳                      |
| ------ | ------ | --------------------------------- |
| 門別   | 2競走  | 地方所属騎手 7名 中央所属騎手 5名 |
| 盛岡   | 2競走  | 地方所属騎手 7名 中央所属騎手 5名 |
| 浦和   | 2競走  | 地方所属騎手 7名 中央所属騎手 5名 |
| 船橋   | 2競走  | 地方所属騎手 8名 中央所属騎手 6名 |
| 川崎   | 2競走  | 地方所属騎手 8名 中央所属騎手 6名 |
| 金沢   | 2競走  | 地方所属騎手 7名 中央所属騎手 5名 |
| 名古屋 | 2競走  | 地方所属騎手 6名 中央所属騎手 4名 |
| 園田   | 2競走  | 地方所属騎手 7名 中央所属騎手 5名 |
| 高知   | 2競走  | 地方所属騎手 7名 中央所属騎手 5名 |
| 佐賀   | 2競走  | 地方所属騎手 7名 中央所属騎手 5名 |

2022年
| 実施場 | 競走数 | 出場騎手内訳                       |
| ------ | ------ | ---------------------------------- |
| 門別   | 2競走  | 地方所属騎手 7名 中央所属騎手 5名  |
| 盛岡   | 2競走  | 地方所属騎手 7名 中央所属騎手 5名  |
| 浦和   | 2競走  | 地方所属騎手 9名 中央所属騎手 5名  |
| 船橋   | 2競走  | 地方所属騎手 10名 中央所属騎手 6名 |
| 大井   | 2競走  | 地方所属騎手 9名 中央所属騎手 6名  |
| 川崎   | 2競走  | 地方所属騎手 9名 中央所属騎手 6名  |
| 金沢   | 2競走  | 地方所属騎手 7名 中央所属騎手 5名  |
| 名古屋 | 2競走  | 地方所属騎手 7名 中央所属騎手 4名  |
| 笠松   | 2競走  | 地方所属騎手 6名 中央所属騎手 4名  |
| 園田   | 2競走  | 地方所属騎手 8名 中央所属騎手 5名  |
| 高知   | 2競走  | 地方所属騎手 7名 中央所属騎手 5名  |
| 佐賀   | 2競走  | 地方所属騎手 7名 中央所属騎手 5名  |

### 出場騎手
出場騎手の人数
- 地方競馬所属騎手およびJRA所属騎手ともに、各競走の出走可能頭数の半数とする。

出場騎手の選出等
- 地方競馬所属騎手については、前年4月1日以前に初免許を取得した騎手のうち、毎年4月1日時点で所属主催者から勝利度数及び初免許取得後の年数による負担重量の減量を受けている騎手とする。
  - 地方競馬所属騎手が増加傾向である状況を鑑み、出場騎手の騎乗数を確保するため、2025年より地方競馬騎手については、「前年4月1日以前に初免許を取得した騎手」の項目が追加され、前年4月1日以降に初免許を取得した騎手の出場は不可能（つまり、出場には最低でも地方競馬で1年以上の騎乗キャリアが必要）となった[2]。

- JRA所属騎手については、毎年4月1日時点における見習騎手とする。

除外要件
- 中央・地方共に基準日以降に勝利度数100を超えて見習騎手または減量騎手の資格を失った者については、当年度までは出場を認めるが、翌年以降は出場できない[注 2]。
- 出場騎手発表の時点で休業中かつ復帰の目処が立たない者は2021年大会における中央・西日本の古川奈穂まではそもそも選出から外され、トライアルラウンド開幕後に復帰した場合でも追加出場すらできなかったが、2024年中央・東日本の小林美駒は発表直前に落馬負傷したものの一応の出場予定を入れておき、復帰が間に合わない旨の診断書を提出した時点で予定を変更する措置を取るように変更された。
- 2024年に無期限騎乗停止処分を受けた中央・東日本の水沼元輝は、同年の出場騎手発表時点では裁定委員会の議定による最終処分が未決定だったため、同様に一応の出場予定を入れる措置が取られたが、その後に同年度の大会開催期間全てを含む騎乗停止処分が決定したため、大会から除外された[3]。

出場する競馬場
| 地区   | ブロック     | 実施競馬場                           | 出場する騎手の所属                   | 出場する騎手の所属 |
| 地区   | ブロック     | 実施競馬場                           | 地方競馬所属騎手                     | 中央競馬所属騎手   |
| ------ | ------------ | ------------------------------------ | ------------------------------------ | ------------------ |
| 東日本 | 北海道・東北 | 門別・盛岡                           | 北海道・岩手                         | JRA美浦            |
| 東日本 | 南関東       | 浦和・船橋・川崎                     | 浦和・船橋・大井・川崎               | JRA美浦            |
| 西日本 |              | 金沢・笠松・名古屋・園田・高知・佐賀 | 金沢・笠松・名古屋・兵庫・高知・佐賀 | JRA栗東            |

負傷等により出場予定騎手が騎乗できなくなった場合は、上記以外の騎手が出場することがある、

### 騎乗馬
騎乗馬は、抽選により決定する。なお、全馬地方所属馬となるため、JRA所属の騎手が1着を取った場合でも、中央・地方を通じた生涯通算の勝鞍数および年間リーディング、JRA賞最多勝利新人騎手の計算には算入しない。ただし、地方側の騎手が1着を取った場合は当然、NARグランプリ優秀新人騎手賞の選考に加算される。

### 順位の決定方法
1.騎乗した馬の着順に応じて、騎乗騎手に対して下表のとおり点数を1競走毎に与え、その合計得点を騎乗回数で除した数値により順位を決定する。なお、数値が同数の場合は、第1着以下のそれぞれの着順回数のうち上位の着順を得た回数の多い順に順位を決定する。第1着以下のそれぞれの着順回数が同数であった場合は抽選により決定することとする。
| 1着  | 2着  | 3着  | 4着  | 5着  | 6着 | 7着 | 8着 | 9着 | 10着以下 |
| ---- | ---- | ---- | ---- | ---- | --- | --- | --- | --- | -------- |
| 30点 | 20点 | 15点 | 12点 | 10点 | 8点 | 6点 | 4点 | 2点 | 1点      |

2.出走馬不足、出走取消、競走除外等、騎手本人の責によらず騎乗できなかった場合は、得点を与えず、騎乗回数にも数えない。また、競走中止の場合は最下位と同じ点数を与え、騎乗回数に数えることとする。
3.以下の各号のいずれかに該当する場合には、点数を与えないが、騎乗回数には数えることとする。
- 騎手本人の責により騎乗できなかったとき。
- 騎手が騎乗停止以上の処分を受けたとき。

4.同着の場合は、各同着者に対し、着順に応じた点数を与える。

### 成績上位者の取扱い
トライアルラウンドの成績上位者には、ファイナルラウンドの出場権を付与する。なお、下記の順位で選定するが、騎乗した競走が2競走以下であった騎手は選定されない。 
2017年〜2019年
1.地方競馬所属騎手
順位1 東日本地区の最上位1名と西日本地区の上位3名の計4名
順位2 北海道・東北ブロック（北海道・岩手）の上位1名、南関東ブロック（浦和・船橋・大井・川崎）の上位2名の計3名（順位1により選出された騎手を除く）
2.中央競馬所属騎手
以下の順位で選定する。ただし、騎乗した競走が2競走以下であった騎手は選定されない。
順位1 最上位1名
順位2 東日本地区・西日本地区の各上位3名の計6名（順位1により選出された騎手を除く）
2020年〜
1.地方競馬所属騎手
東日本地区・西日本地区の各上位4名の計8名
2.中央競馬所属騎手
東日本地区・西日本地区の各上位4名の計8名

## ファイナルラウンド

### 対象競走
2017年〜2019年
| 実施場 | 競走数 | 出場騎手内訳                      |
| ------ | ------ | --------------------------------- |
| 大井   | 2競走  | 地方所属騎手 7名 中央所属騎手 7名 |
| 中山   | 2競走  | 地方所属騎手 7名 中央所属騎手 7名 |

2020年
| 実施場 | 競走数 | 出場騎手内訳                      |
| ------ | ------ | --------------------------------- |
| 園田   | 3競走  | 地方所属騎手 8名 中央所属騎手 8名 |
| 阪神   | 2競走  | 地方所属騎手 8名 中央所属騎手 8名 |

2021年
| 実施場 | 競走数 | 出場騎手内訳                      |
| ------ | ------ | --------------------------------- |
| 大井   | 2競走  | 地方所属騎手 8名 中央所属騎手 8名 |
| 中山   | 2競走  | 地方所属騎手 8名 中央所属騎手 8名 |

2022年
| 実施場 | 競走数 | 出場騎手内訳                      |
| ------ | ------ | --------------------------------- |
| 名古屋 | 3競走  | 地方所属騎手 8名 中央所属騎手 8名 |
| 中京   | 2競走  | 地方所属騎手 8名 中央所属騎手 8名 |

2023年
| 実施場 | 競走数 | 出場騎手内訳                      |
| ------ | ------ | --------------------------------- |
| 川崎   | 3競走  | 地方所属騎手 8名 中央所属騎手 8名 |
| 中山   | 2競走  | 地方所属騎手 8名 中央所属騎手 8名 |

2024年〜2025年
| 実施場 | 競走数 | 出場騎手内訳                      |
| ------ | ------ | --------------------------------- |
| 園田   | 3競走  | 地方所属騎手 8名 中央所属騎手 8名 |
| 中京   | 2競走  | 地方所属騎手 8名 中央所属騎手 8名 |

### 騎乗騎手の選出等
1.トライアルラウンドの成績により、以下に定める順位に従い選出する。
地方競馬所属騎手
順位1 　東日本地区の最上位1名と西日本地区の上位3名の計4名
順位2 　北海道・東北ブロック（北海道・岩手）の上位1名、南関東ブロック（浦和・船橋・大井・川崎）の上位2名の計3名（順位1により選出された騎手を除く）
中央競馬所属騎手
順位1 　最上位1名
順位2 　東日本地区・西日本地区の各上位3名の計6名（順位1により選出された騎手を除く。）
2.騎乗予定騎手が開催前日までにファイナルラウンドのいずれかの競走で騎乗できなくなった場合は、騎乗できなくなったファイナルラウンドのすべての競走に騎乗できる騎手のうち、以下に定める順位に従い、補欠騎手を選出する。なお、同順位の場合はトライアルラウンドの成績が上位の騎手を選出する。
地方競馬所属騎手が騎乗できなくなった場合
順位1 　同地区の地方所属騎手
順位2 　他地区の地方所属騎手
順位3 　中央競馬所属騎手
中央競馬所属騎手が騎乗できなくなった場合
順位1 　同地区の中央競馬所属騎手
順位2 　他地区の中央競馬所属騎手
順位3 　地方競馬所属騎手
3.騎乗予定騎手が開催当日以降にファイナルラウンドのいずれかの競走に騎乗できなくなった場合も2.に原則準じるが、同地区の地方所属騎手がいない場合、当日開催競馬場で騎乗予定の騎手のうち、騎乗できなくなったファイナルラウンドのすべての競走に騎乗でき、なおかつトライアルラウンドの成績が上位の騎手を補欠騎手として騎乗させる。
4.上記2、3において、騎乗可能なヤングジョッキーズシリーズ出場騎手がいない場合は、その他の騎手を補欠騎手として騎乗させる。

### ファイナルラウンドの騎乗レースの割り当て
原則として、地方競馬のうち、大井以外はフルゲートが12頭のため3戦を行うが、騎乗する2レースは事前の抽選によって決定。大井と中央の中山・阪神・中京はフルゲート16-18頭であるので2戦行う。

### 表彰について
1.騎手表彰順位の決定 
- 騎乗した馬の着順に応じて、騎乗騎手に対して下表のとおり点数を1競走毎に与え、その合計得点により順位を決定する。なお、合計得点が同じ場合は、第1着以下のそれぞれの着順回数のうち上位の着順を得た回数の多い順に順位を決定する。また、上位の着順を得た回数が同じ場合は、トライアルラウンドにおける成績により順位を決定する。

| 1着  | 2着  | 3着  | 4着  | 5着  | 6着 | 7着 | 8着 | 9着 | 10着以下 |
| ---- | ---- | ---- | ---- | ---- | --- | --- | --- | --- | -------- |
| 30点 | 20点 | 15点 | 12点 | 10点 | 8点 | 6点 | 4点 | 2点 | 1点      |

- 出走馬不足、出走取消、競走除外により騎乗できなかった場合は、6点を与える。また、競走中止の場合は1点を与える。

- 以下の各号のいずれかに該当する場合には、点数を与えない。
  - 騎手が騎乗停止以上の処分を受けたとき[注 4]。
  - トライアルラウンド出場騎手以外の騎手が騎乗したとき。

- 同着の場合は、各同着者に対し、着順に応じた点数をそれぞれ与える。

2.騎手表彰の内容 
上記1により決定された順位の上位3名に対し表彰を行い、賞品を交付する。

## 歴代優勝者
| 回数 | 年                                               | 開催競馬場 （上・初日 下・2日目） | 総合優勝騎手 | 所属     | 獲得ポイント | ファイナルラウンド出場騎手 （優勝騎手以外 表記は地方騎手も中央に準ずる） | ファイナルラウンド出場騎手 （優勝騎手以外 表記は地方騎手も中央に準ずる） | ファイナルラウンド出場騎手 （優勝騎手以外 表記は地方騎手も中央に準ずる）                  | ファイナルラウンド出場騎手 （優勝騎手以外 表記は地方騎手も中央に準ずる） | 出典          |  |
| 回数 | 年                                               | 開催競馬場 （上・初日 下・2日目） | 総合優勝騎手 | 所属     | 獲得ポイント | JRA・美浦                                                                | JRA・栗東                                                                | 地方・東日本                                                                              | 地方・西日本                                                             | 出典          |  |
| ---- | ------------------------------------------------ | --------------------------------- | ------------ | -------- | ------------ | ------------------------------------------------------------------------ | ------------------------------------------------------------------------ | ----------------------------------------------------------------------------------------- | ------------------------------------------------------------------------ | ------------- |  |
| 1    | 2017年（12月27日（水曜日）・12月28日（木曜日）） | 大井競馬場 中山競馬場             | 臼井健太郎   | 船橋     | 52P          | 横山武史 菊沢一樹 藤田菜七子                                             | 岩崎翼 森裕太朗 荻野極 小崎綾也                                          | 中越琉世（川崎） 鈴木祐（岩手） 保園翔也（浦和）                                          | 渡辺竜也（笠松） 加藤聡一（愛知） 栗原大河（金沢）                       | [ 4 ] [ 5 ]   |  |
| 2    | 2018年（12月27日（木曜日）・12月28日（金曜日）） | 大井競馬場 中山競馬場             | 桜井光輔     | 川崎     | 56P          | 横山武史 井上敏樹 木幡巧也                                               | 荻野極 服部寿希 義英真 西村淳也                                          | 落合玄太（北海道） 山本咲希到（北海道） 吉井章（大井）                                    | 松木大地（高知） 長谷部駿弥（兵庫） 渡辺竜也（笠松）                     | [ 6 ]         |  |
| 3    | 2019年（12月27日（金曜日）・12月28日（土曜日）） | 大井競馬場 中山競馬場             | 岩本怜       | 岩手     | 62P          | 山田敬士 小林凌大 菅原明良                                               | 坂井瑠星 西村淳也 岩田望来 服部寿希                                      | 中越琉世（川崎） 桜井光輔（川崎）                                                         | 松木大地（兵庫） 長谷部駿弥（兵庫） 石堂響（兵庫） 木本直（兵庫）        | [ 7 ]         |  |
| 4    | 2020年（12月24日（木曜日）・12月26日（土曜日）） | 園田競馬場 阪神競馬場             | 吉井章       | 大井     | 65P          | 原優介 菅原明良 秋山稔樹 小林脩斗                                        | 岩田望来 団野大成 川又賢治 亀田温心                                      | 仲原大生（大井） 福原杏（浦和） 池谷匠翔（川崎）                                          | 塚本雄大（高知） 金山昇馬（佐賀） 出水拓人（佐賀） 細川智史（愛知）      | [ 8 ]         |  |
| 5    | 2021年（12月27日（月曜日）・12月28日（火曜日）） | 大井競馬場 中山競馬場             | 飛田愛斗     | 佐賀     | 65P          | 原優介 菅原明良 山田敬士 木幡育也 ※秋山稔樹 ※小林脩斗                    | 西谷凜 小沢大仁 永島まなみ 角田大和                                      | 篠谷葵（船橋） 古岡勇樹（川崎） 木間塚龍馬（船橋） 若杉朝飛（北海道） ※七夕裕次郎（浦和） | 兼子千央（金沢） 魚住謙心（金沢） 岡遼太郎（高知）                       | [ 9 ]         |  |
| 6    | 2022年（12月16日（金曜日）・12月17日（土曜日）） | 名古屋競馬場 中京競馬場           | 小林凌大     | JRA 美浦 | 91P          | 永野猛蔵 水沼元輝 佐々木大輔                                             | 泉谷楓真 川端海翼 永島まなみ 角田大河                                    | 野畑凌（川崎） 大木天翔（大井） 木間塚龍馬（船橋） 及川烈（浦和）                         | 大山龍太郎（兵庫） 浅野皓大（愛知） 金山昇馬（佐賀） 加茂飛翔（佐賀）    | [ 10 ]        |  |
| 7    | 2023年（12月14日（木曜日）・12月16日（土曜日）） | 川崎競馬場 中山競馬場             | 横山琉人     | JRA 美浦 | 69P          | 永野猛蔵 秋山稔樹 佐々木大輔                                             | 田口貫太 松本大輝 小沢大仁 角田大和                                      | 菅原涼太（大井） 大木天翔（大井） 新原周馬（川崎） 野畑凌（川崎）                         | 大畑慧悟（愛知） 長尾翼玖（兵庫） 浜尚美（高知） 岡遼太郎（高知）        |               |  |
| 8    | 2024年（12月12日（木曜日）・12月14日（土曜日）） | 園田競馬場 中京競馬場             | 鷹見陸       | 大井     | 57P          | 佐藤翔馬 長浜鴻緒 大江原比呂 土田真翔                                    | 橋木太希 河原田菜々 田口貫太 古川奈穂                                    | 室陽一朗（浦和） 鷹見陸（大井） 谷内貫太（大井） 及川烈（浦和）                           | 土方颯太（兵庫） 長江慶悟（笠松） 加藤翔馬（金沢） 望月洵輝（愛知）      | [ 11 ] [ 12 ] |  |
| 9    | 2025年（12月18日（木曜日）・12月20日（土曜日）） | 園田競馬場 中京競馬場             |              |          |              |                                                                          |                                                                          |                                                                                           |                                                                          |               |  |

※印＝補欠選定騎手